# Arthur Newman
Pour plus de détails, voir Fiche technique et Distribution.
Arthur Newman est un film américain réalisé par Dante Ariola en 2012.

## Synopsis
Wallace Avery ne supporte plus sa vie. Divorcé et insatisfait en amour, il a même laissé la distance s'installer entre lui et son fils. Il opte alors pour une solution radicale : il met en scène sa propre mort, s’achète une nouvelle identité – Arthur Newman – et met le cap sur son paradis personnel – Terre Haute dans l’Indiana – où il espère pouvoir devenir golfeur professionnel. Car pour avoir droit à une deuxième chance, Wallace estime qu’il lui faut se glisser dans la peau de quelqu’un d’autre. Mais ses plans sont remis en question quand il croise la route de Michaela Fitzgerald qu’il découvre sans connaissance au bord de la piscine d’un motel. Tandis qu’elle met deux heures à comprendre qui se cache derrière « Arthur Newman », il faut bien plus de temps à Wallace pour percer à jour la véritable identité de la jeune femme… Peu à peu, ces deux êtres qui tentent désespérément de changer d’identité s’accepteront tels qu’ils sont et s’éprendront l’un de l’autre.

## Fiche technique
- Date de sortie :  : 7 mai 2014

## Distribution

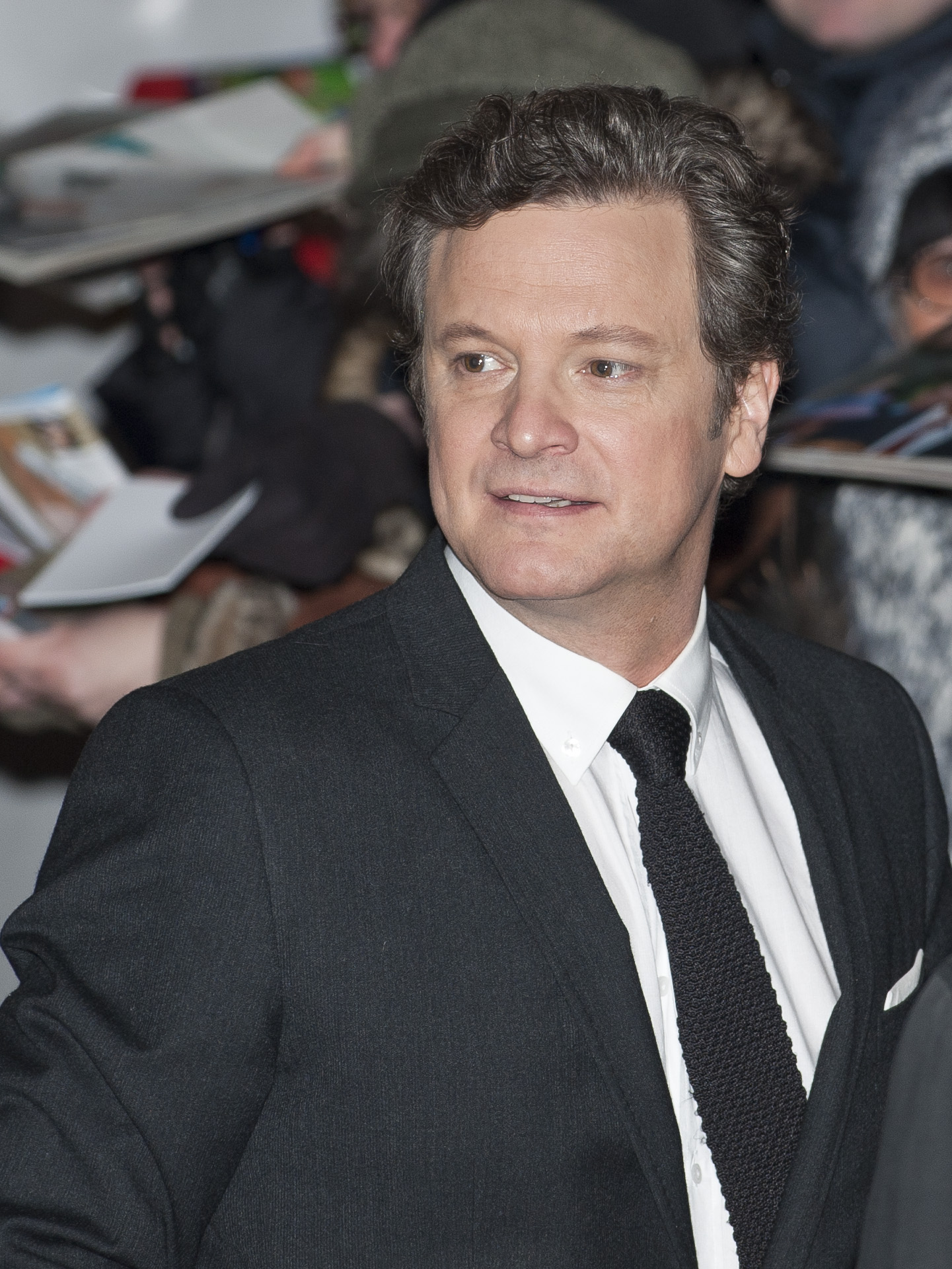
L'acteur principal Colin Firth l'année de tournage du film.

- Colin Firth (VF : Christian Gonon) : Arthur Newman / Wallace Avery
- Emily Blunt (VF : Laëtitia Lefebvre) : Charlotte / Michaela Fitzgerald
- Anne Heche (VF : Virginie Ledieu) : Mina Crawley
- Sterling Beaumon : Grant
- Autumn Dial : Charyl
- David Andrews (VF : Serge Biavan) : Fred Willoughby
- Nicole LaLiberte : Silverlake
- Steve Coulter : Owen Hadley
- Kristin Lehman (VF : Juliette Degenne) : Mary Alice Wells
- Lucas Hedges (VF : Gabriel Bismuth-Bienaimé) : Kevin Avery
- Peter Jurasik : le conducteur du bus
- Ron Prather (VF : Gabriel Le Doze) : policier
- Michael Beasley : le policier de Terre Haute

Source et légende : Version française (VF) sur RS Doublage